# سدیم تارترات
سدیم تارترات (به انگلیسی: Sodium tartrate) با فرمول شیمیایی C۴H۴Na۲O۶ (anhydrous)C۴H۸Na۲O۸ (dihydrate) یک ترکیب شیمیایی با شناسه پاب‌کم ۱۳۳۵۵ است. که جرم مولی آن ۱۹۴٫۰۵۱ g/mol می‌باشد. شکل ظاهری این ترکیب، بلورهای سفید است.